# Новая Гребля (Козелецкий район)
Новая Гребля (укр. Нова Гребля) — село в Козелецком районе Черниговской области Украины. Население 4 человека. Занимает площадь 0,68 км².
Код КОАТУУ: 7422089103. Почтовый индекс: 17053. Телефонный код: +380 46-46.

## Власть
Орган местного самоуправления — Стависский сельский совет. Почтовый адрес: 17053, Черниговская обл., Козелецкий р-н, с. Стависское, ул. Советская, 55а.